# Grand Hotel (serie de televisión italiana)
Grand Hotel es una miniserie italiana dirigida por Luca Ribuoli, y emitida por Rai 1. Se trata de una adaptación de la serie española, Gran Hotel.

## Episodios
| Número | Emisión                  |
| ------ | ------------------------ |
| 1      | 1 de septiembre de 2015  |
| 2      | 2 de septiembre de 2015  |
| 3      | 9 de septiembre de 2015  |
| 4      | 15 de septiembre de 2015 |
| 5      | 16 de septiembre de 2015 |
| 6      | 22 de septiembre de 2015 |

## Personajes
- Pietro Neri interpretado por Eugenio Franceschini.
- Adele Alibrandi interpretada por Valentina Bellè.
- Marco Testa interpretado por Andrea Bosca.
- Donna Vittoria, vda. de Alibrandi interpretada por Marion Mitterhammer.
- Jacopo Alibrandi interpretado por Dario Aita.
- Olimpia Alibrandi in Von Raben interpretada por Barbara Ronchi.
- Rodolfo Von Raben interpretada por Günter Bubbnik.
- Angelo Cereda/Alibrandi interpretado por Flavio Furno.
- Rosa Cereda interpretada por Emanuela Grimalda.
- Caterina Neri interpretada por Federica De Cola.
- Camarera Anita in Cereda/Alibrandi interpretada por Francesca Agostini.
- Inspector Egisto Venezia interpretado por Ugo Dighero.
- Agente Arturo Parini interpretado por Pierpaolo Spollon.
- Oreste Ratti interpretado por Carmelo Galati.
- Doctor Gadda interpretado por Andrea Bruschi.
- Raimondo Bechert interpretado por Klaus Schindler.
- Romeo Zatner †, interpretado por Ernesto D'Argenio.
- Marchesa Elsa Von Raben interpretada por Elisabetta De Palo.
- Inga interpretada por Valentina Romani.
- General Falkenstein interpretado por László I. Kish.
- Mitzi Falkenstein interpretada por Rosa Diletta Rossi.
- Clara Falkenstein † interpretada por Federica Rosellini.
- David Morgenstern interpretado por Riccardo Bocci.
- Aaron Morgenstern interpretado por Wilhelm Manske.
- Camarera Betta interpretada por Camilla Diana.
- Camarera Nina interpretada por Irena Goloubeva.
- Camarera Linda interpretada por Chiara De Bonis.
- Cuoco Ferdinando interpretado por Giuseppe Antignati.
- Cascherino Luca interpretado por Raffaele Imparato.
- Giudice Verri interpretado por Mauro Marino.
- Jijì, interpretado por Elettra Mallaby.
- Fioraia Susanna interpretada por Carlotta Badiali.
- Gustavo Bittner interpretado por Gabriele Benedetti.
- Princesa interpretada por Marzia Ubaldi.

## Emisión internacional
Esta serie fue re-titulada en países de habla alemana como Hotel Imperial, fue estrenada por Servus TV el 29 de julio de 2016. En Italia, la serie consta de seis episodios de dos horas cada uno, mientras que la versión doblada al alemán se ha dividido en doce capítulos de una hora cada uno.